# Raffaëla Paton

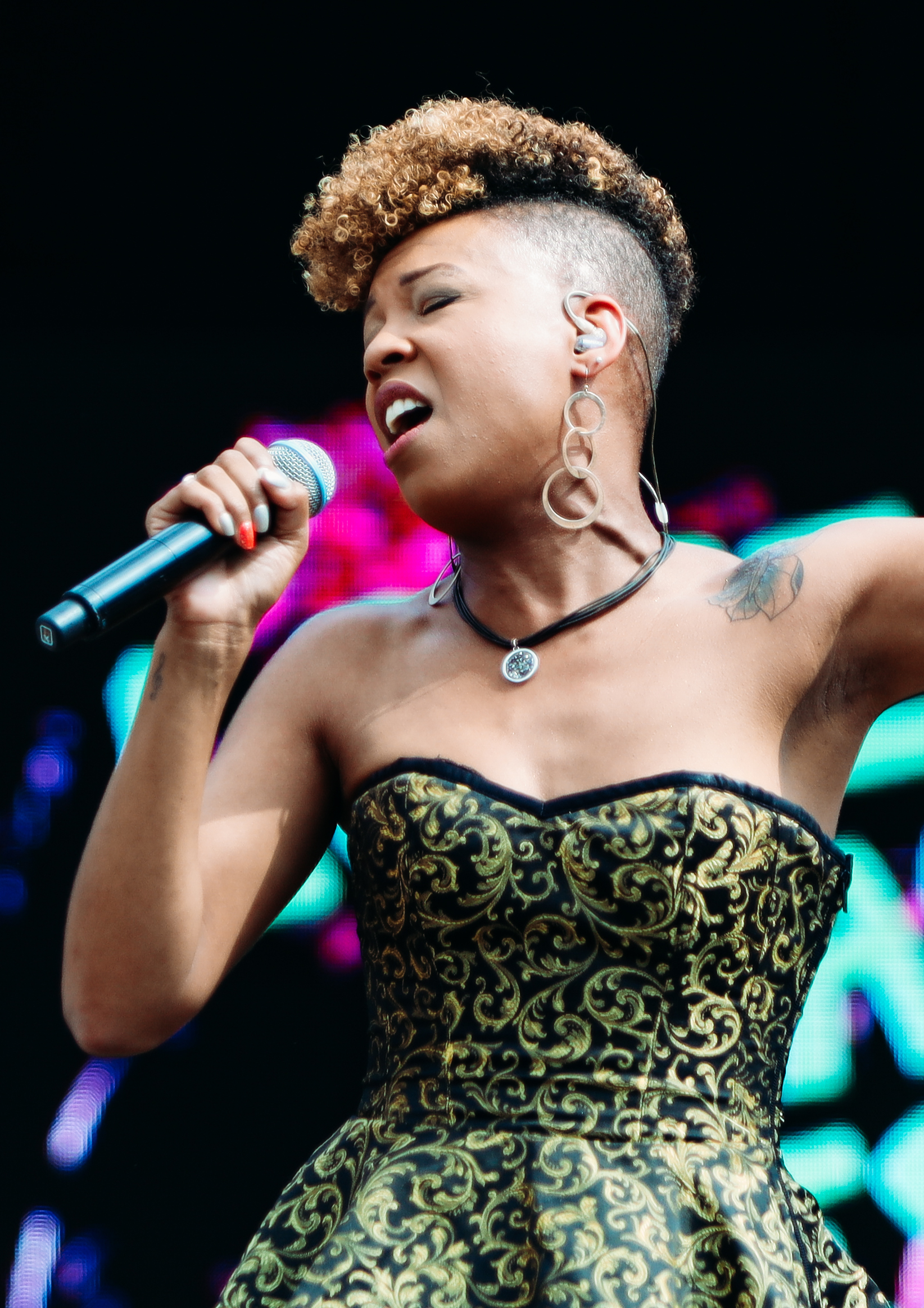
Raffaëla Paton (2019)

Raffaëla Paton född 1 juni 1983 i Amsterdam, Nederländerna vann år 2006 den nederländska versionen av Idols. Paton sjöng också in sin egen version av låten Right Here, Right Now (My Heart Belongs To You) samma låt som Agnes Carlsson sjöng i svenska Idol året före.